# Svörtutindar (bergstopp i Island, lat 64,82, long -21,95)
Svörtutindar är en bergstopp i republiken Island. Den ligger i regionen Västlandet, 80 km norr om huvudstaden Reykjavík. Toppen på Svörtutindar är 733 meter över havet.
Trakten runt Svörtutindar är nära nog obefolkad, med mindre än två invånare per kvadratkilometer. Det finns inga samhällen i närheten. Trakten runt Svörtutindar består i huvudsak av gräsmarker.